# Castanedo
Castanedo es una localidad del municipio de Ribamontán al Mar (Cantabria, España). En el año 2008 contaba con una población de 241 habitantes (INE). La localidad se encuentra a 30 metros de altitud sobre el nivel del mar, y a 1,5 kilómetros de la capital municipal, Carriazo. Castanedo es un pueblo de tradición ganadera, con pastos de gran belleza. La parte más alta del pueblo se encuentra en el monte de Llarana a 168 m s. n. m. Antiguamente era la capital del ayuntamiento de Ribamontán y la primera capital de Ribamontán al Mar. Es uno de los tantos ayuntamientos cántabros en los que se cantan las Marzas.
Este pueblo tiene una gasolinera y una posada "El pozo"; además de contar con estas infraestructuras cuenta con gran cantidad de ganaderías de vaca frisona (de leche) y de limosina (de carne); también se pueden ver algunas granjas con más variedad de ganado con carácter familiar y de subsistencia con cabras, ovejas, vacas, caballos, cerdos, gallinas...
También tiene una yeguada, llamada "La Obregona", nombre que le da el arroyo que pasa por la finca. 
La fauna de Castanedo se basa en mamíferos, corzo, jabalí, zorro, liebre, tejón, peces como el piscardo, anfibios como el sapo común, sapo partero, aves como el milano, cernícalo común, águila culebrera, gorrión, también cuenta con reptiles como el eslizón o la víbora... Y la flora está dividida en plantaciones de eucalipto para aprovechamiento maderero en la parte alta, prados de siega y de pasto y algún que otro pequeño bosque de ribera que bordea el río Castanedo y sus prados colindantes; especies vegetales autóctonas que se pueden ver en Castanedo son el Roble común (cagiga), encina, avellano, fresnos, espinos albares, rosales silvestres, algún que otro acebo, zarzamora, escajos, brezo, salgas...
Castanedo urbanísticamente tiene un carácter diseminado con barriadas tradicionales de no más de tres o dos casas juntas y con una gran cantidad de cabañas diseminadas.
Los habitantes del pueblo son los "Parducos"
- Datos: Q5756709
- Multimedia: Castanedo (Ribamontán al Mar) / Q5756709